# Feuille d'Album para piano
Feuille d'Album es una obra del compositor polaco Frédéric Chopin para piano. Escrita en mi mayor, está dedicado a la condesa Szeremtieff. Data de 1843 y no fue publicada hasta 1910.